# Колотилов Леонід Олексійович
Леонід Олексійович Колотилов (рос. Леонид Алексеевич Колотилов; 19 березня 1895, Покровське — 11 липня 1965) — радянський воєначальник, Герой Радянського Союзу, генерал-майор.

## Біографія
Народився 19 березня 1895 року в селі Покровському (тепер Артьомовського району Свердловської області) в селянській родині. Росіянин. Отримав початкову освіту.
З серпня 1918 року в рядах Червоної Армії. Учасник Громадянської війни в Росії. У 1920 році закінчив курси при Вищій військовій школі Туркфронту в Куйбишеві, в 1923 році — курси командного складу. Член ВКП (б) з 1941 року.
У боях німецько-радянської війни з червня 1941 року. Був командиром 11-ї мінометної бригади (12-а артилерійська дивізія, 4-й артилерійський корпус прориву, 61-а армія, Центральний фронт). Відзначився у битві за Дніпро. 14 жовтня 1943 року на підручних засобах переправив бригаду в районі села Любеча Ріпкинського району Чернігівської області. В боях по утриманню плацдарму на правому березі Дніпра бригада знищила до 20 артилерійських і мінометних батарей, 34 кулемета і багато живої сили противника, чим забезпечила переправу частин стрілецького корпусу.
Указом Президії Верховної Ради СРСР від 24 грудня 1943 року за мужність і героїзм, проявлені при форсуванні Дніпра і утриманні плацдарму полковнику Леоніду Олексійовичу Колотилову присвоєно звання Героя Радянського Союзу з врученням ордена Леніна і медалі «Золота Зірка» (№ 2988).

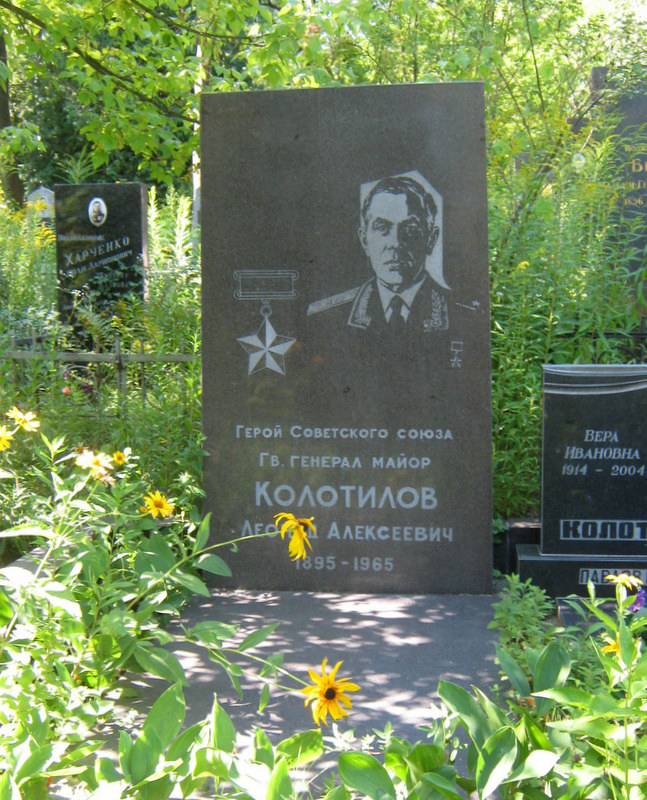
Могила Леоніда Колотилова

У 1946 році закінчив прискорений курс Військової академії Генерального штабу. З 1948 року генерал-майор Колотилов в запасі. Жив у Києві. Помер 11 липня 1965 року. Похований в Києві на Байковому кладовищі.

## Нагороди
Нагороджений двома орденами Леніна, трьома орденами Червоного Прапора, орденом Вітчизняної війни 1-го ступеня, орденом Червоної Зірки, медалями.